# 개발구 경기장
창춘 경제개발구 스타디움 (중국어 간체자: 长春市经济开发区体育场, 정체자: 長春市經濟開發區體育場, 병음: Chǎngchūnshìjīngjìkāifāqūtǐyùchǎng) 줄여서 창춘 징카이 스타디움(중국어 간체자: 经开体育场, 정체자: 經開體育場, 병음: Jīngkāitǐyùchǎng)은 지린성 창춘시 동남부에 위치한 창춘 국제 컨벤션 센터와 징유에탄 국가 산림공원주변에 위치해 있다. 경기장 건설에 1,7억 위안이 사용되었으며, 면적은 32218.93m2이며，2002년 준공을 시작하여 2003년 중국 갑급 B조리그(현 중국 갑급리그) 창춘 야타이의 홈구장으로 사용되었다. 스타디움 내부에 1개의 축구장과 1개의 육상트랙이 있다. 2만 5천명의 관중이 입장할 수 있다.。

## 교통편
- 창춘 지하철 3호선 창춘 국제 컨벤션 센터에서 도보로 3분거리이다.